# Судовых, Мария Андриановна
Мария Андриановна Судовых, урождённая — Дианова (7 августа 1904 год, село Устрань — 24 июля 1987 год, Москва) — заведующая свинотоварной фермой колхоза «Борьба» Спасского района Рязанской области. Герой Социалистического Труда (1957). Депутат Верховного Совета РСФСР 5-го созыва.

## Биография
Родилась в 1904 году в крестьянской семье в селе Устрань. Работала свинаркой в колхозе «Борьба» Спасского района. Позднее была назначена заведующей свинофермой этого же колхоза.
В 1956 году ферма, которой руководила Мария Судовых, получила в среднем по 23 поросят от каждой свиноматки. Указом Президиума Верховного Совета СССР от 7 февраля 1957 года за выдающиеся успехи, достигнутые в работе по увеличению производства продуктов животноводства, широкое применение достижений науки и передового опыта в раздое коров, выращивании молодняка и откорме свиней удостоена звания Героя Социалистического Труда с вручением ордена Ленина и золотой медали «Серп и Молот».
В 1959 году избиралась депутатом Верховного Совета РСФСР 5-го созыва (1959—1963) от Спасского избирательного округа Рязанской области.
Скончалась в 1987 году в Москве. Похоронена на Кунцевском кладбище.